# Jovanovići
Jovanovići (cyr. Јовановићи) – wieś w Czarnogórze, w gminie Danilovgrad. W 2011 roku liczyła 41 mieszkańców.